# Воскресенская Лашма
Воскресенская Лашма — упразднённое село Ковылкинского района Республики Мордовия России, вошедшее в 1961 году в черте города Ковылкино.
Основано во второй половине XVI века. До упразднения уездно-губернского деления входило в состав Наровчатского уезда Пензенской губернии.

## Топоним
В XIX веке называлось село Воскресенское — по церкви во имя Живоносного Христова Воскресения. В 1920-х годах — Воскресенка.

## История
Основано темниковскими служилыми татарами во второй половине 16 века. По переписи 1614 года в д. Новоселки (Лашма) 15 дворов служилых татар. После выбытия татар в другие места земля по указу Петра I от 6 апреля 1703 отдана князю Кашаеву Гавриилу за принятие им православия, который поселил русских людей (25 дворов) и построил церковь во имя Живоносного Христова Воскресения. Отсюда и другое название. С 1790 развитие села связано с родом Араповых. В 1796 на средства Николая Андреевича Арапова построена каменная церковь во имя Николая Чудотворца. В 1803 построен винокуренный завод, в 1858 работало два завода. Внук Николая Андреевича — Иван Андреевич Арапов превратил Лашму в образцовое хозяйство, получившее общероссийскую известность. Действовали винокуренный и ректификационный заводы, крупнейшая в губернии газогенераторная мукомольная мельница, лесопильня, конный завод, сыроварня. В конце 19 века через село проведена железная дорога.
В 1961 году село включено в черту города Ковылкино.

### Административно-территориальная принадлежность
До 1925 года находилось в составе Наровчатского уезда, в 1925—1928 — во 2-й Наровчатской волости Беднодемьяновского уезда, с 16 июня 1928 — в Ковылкинском районе Республики Мордовия.

## Известные уроженцы, жители
- Арапов, Иван Андреевич (1844—1913) — генерал-лейтенант, член совета Главного управления государственного коннозаводства и Совета министра земледелия и государственных имуществ.